# Kashipur
Kashipur (hindi काशीपुर) – miasto w północnych Indiach w stanie Uttarakhand, na zagórzu gór Siwalik.
Populacja miasta w 2001 roku wynosiła 92 978 mieszkańców.